# Hypselocara
Hypselocara altissimum es una especie de araña araneomorfa de la familia Linyphiidae. Es el único miembro del género monotípico Hypselocara.

## Distribución
Es un endemismo de Venezuela.